# Cuesta del Rato
La Cuesta del Rato (también conocido como El Rato), es una pedanía de Castielfabib, en la comarca del Rincón de Ademuz, provincia de Valencia (Comunidad Valenciana, España).

## Ubicación
Se halla a unos 3 kilómetros al norte de Castielfabib por la CV-479 y después la CV-482, ubicada sobre una loma en el margen izquierdo del río Ebrón, a 912 m s. n. m.
Se halla en el límite con Aragón, tocando el término municipal de El Cuervo. El geógrafo Rodrigo Alfonso (1998) la «emplaza sobre un suave resalte delimitado por los barrancos de La Parada y La Rambla, en el punto más amplio del valle del Ebrón», próximo a la divisoria de Castielfabib por Valencia con Teruel, por Aragón:

«También recibe la denominación de El Rato, topónimo ya utilizado antiguamente. Está formado por una única agrupación de edificios distribuidos por la pendiente sobre la ladera meridional y oriental si bien éstos se extienden notoriamente disgregados. El área más elevada y llana da lugar a una plaza irregular cerrada en uno de sus lados por el trinquete, construido a modo de contrafuerte de la ermita, y en el opuesto por la asociación cultural local, mientras ladera arriba se ubica el cementerio».
El Rincón de Ademuz. Análisis geográfico comarcal, Carles Rodrigo Alfonso

## Historia y demografía
El estadista y geógrafo Pascual Madoz (1847) no menciona su ermita entre las vicarías dependientes de la Iglesia de Castielfabib, pero sí la cita entre las aldeas "en su radio y bajo su jurisdicción municipal", junto con «Royo Cerezo», situada al oeste-suroeste, «los Santos», al sureste,  «y otros diferentes caseríos, entre los que son más notables las Tobedas Alta y Baja, Casas del Mojon y Mas de Jacinto».
Según el Nomenclátor de 1860, el asentamiento de Cuesta del Rato estaba formado por 39 casas habitadas, y 15 de residencia temporal. Su máximo poblacional lo alcanzó en 1888, con 177 habitantes.
Durante la primera mitad del siglo XX su censo poblacional se mantuvo estable, aunque superando los 160 habitantes, ello hasta 1950, año en que se aprecia el decrecimiento progresivo de su despoblación de forma que en 1991 el censo recoge 33 residentes, y 47 en 1996.

En la actualidad, en Cuesta del Rato viven 16 persones (2011),  siendo su población claramente regresiva, con predominio cuantitativo de los varones sobre las mujeres.

## Patrimonio histórico-artístico
El edificio más destacado es la Ermita de la Purísima, documentado a partir del siglo XVIII.
Cuenta con un local social -donde estuvo el horno comunal, actual consultorio médico (bajo), la escuela pública (planta baja) y la casa del maestro (planta alta)-, y con cementerio municipal, situado en la parte alta del caserío, partida de La Cruz.-

## Galería

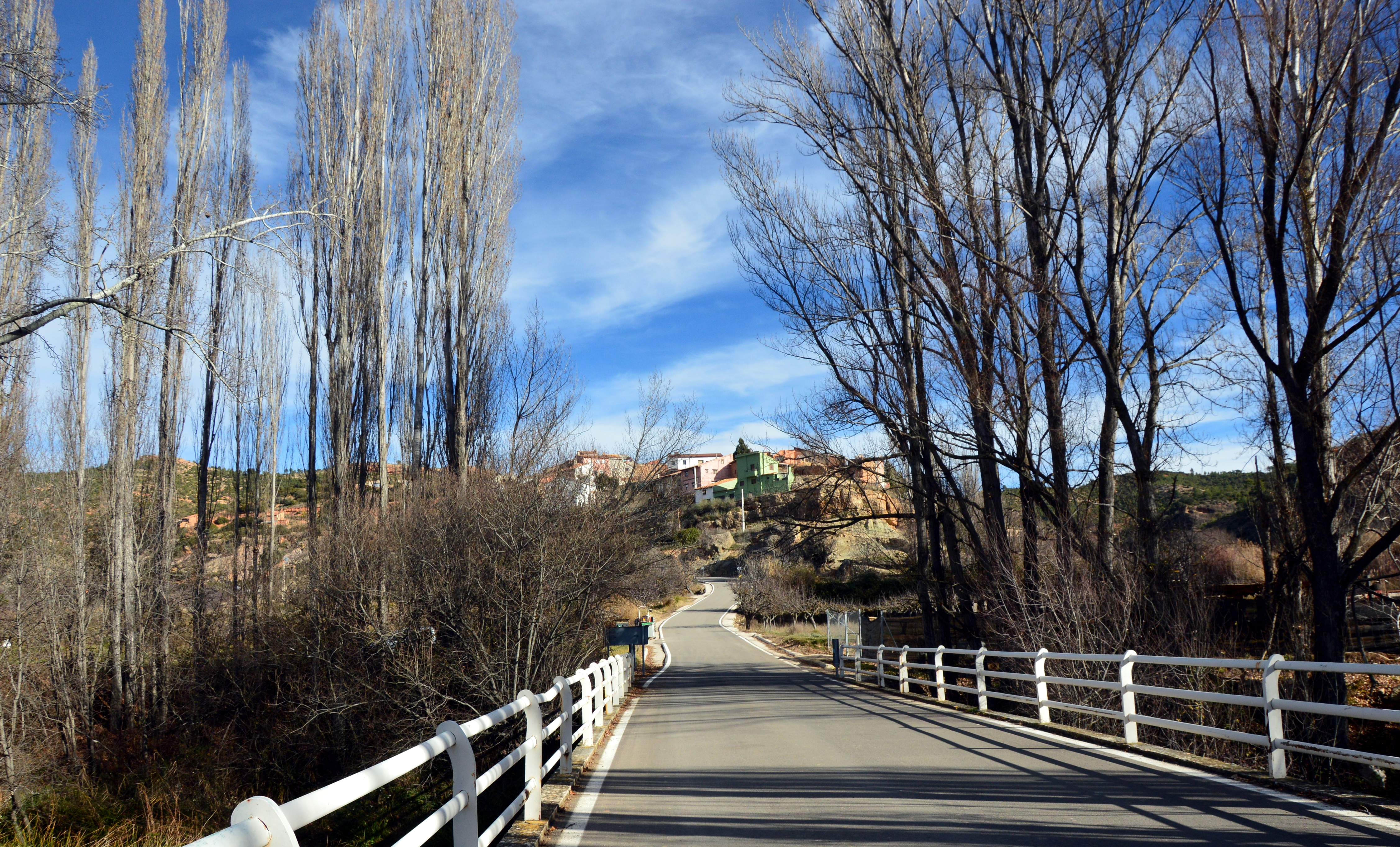
Vista parcial del caserío de Cuesta del Rato (Castielfabib, Valencia), desde el puente del río Ebrón (2018).
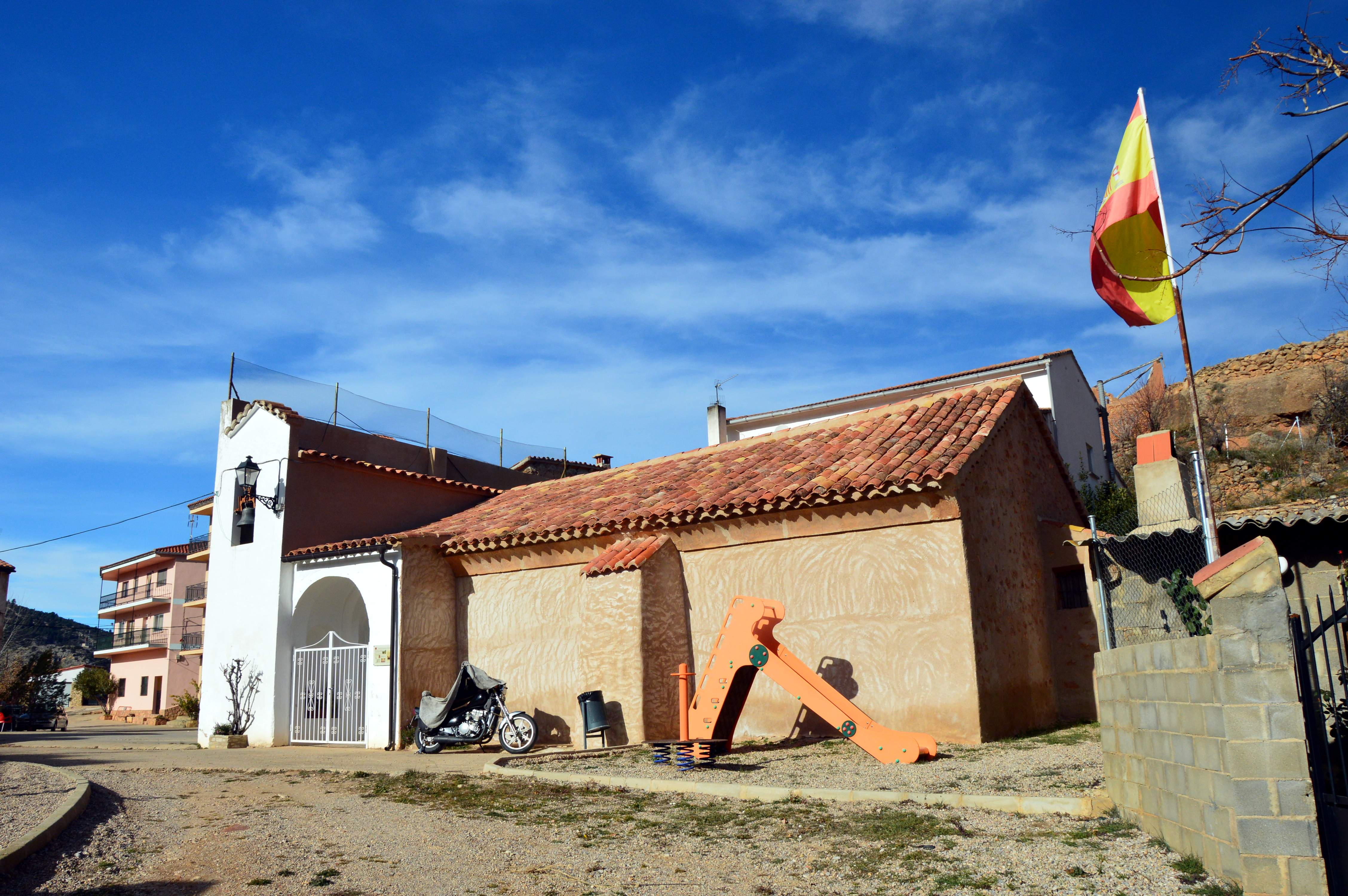
Ermita de la Purísima en Cuesta del Rato (Castielfabib, Valencia), 2018.
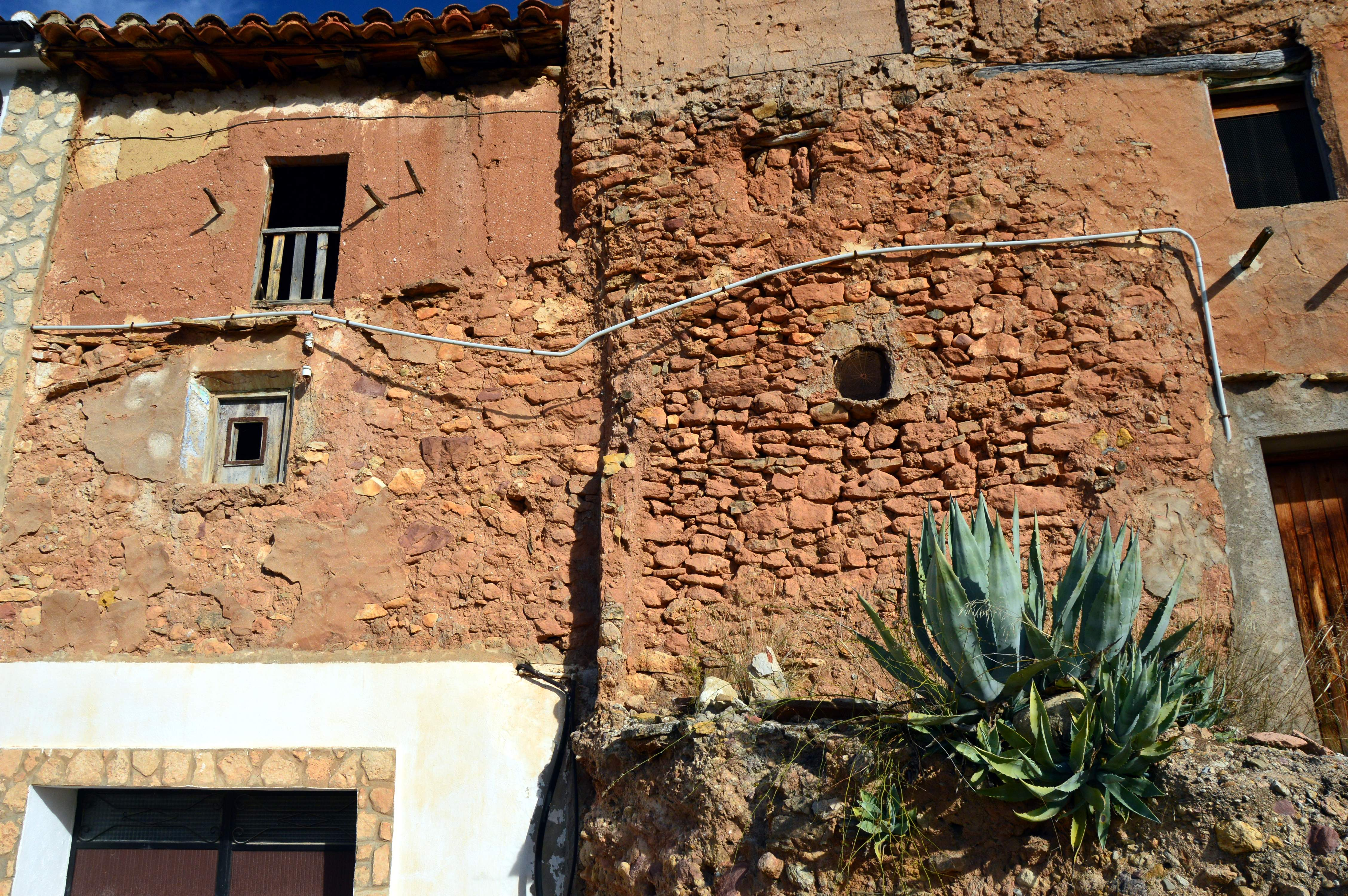
Paisaje urbano de Cuesta del Rato (Castielfabib, Valencia), detalle de construcciones tradicionales (vernaculares), 2018.
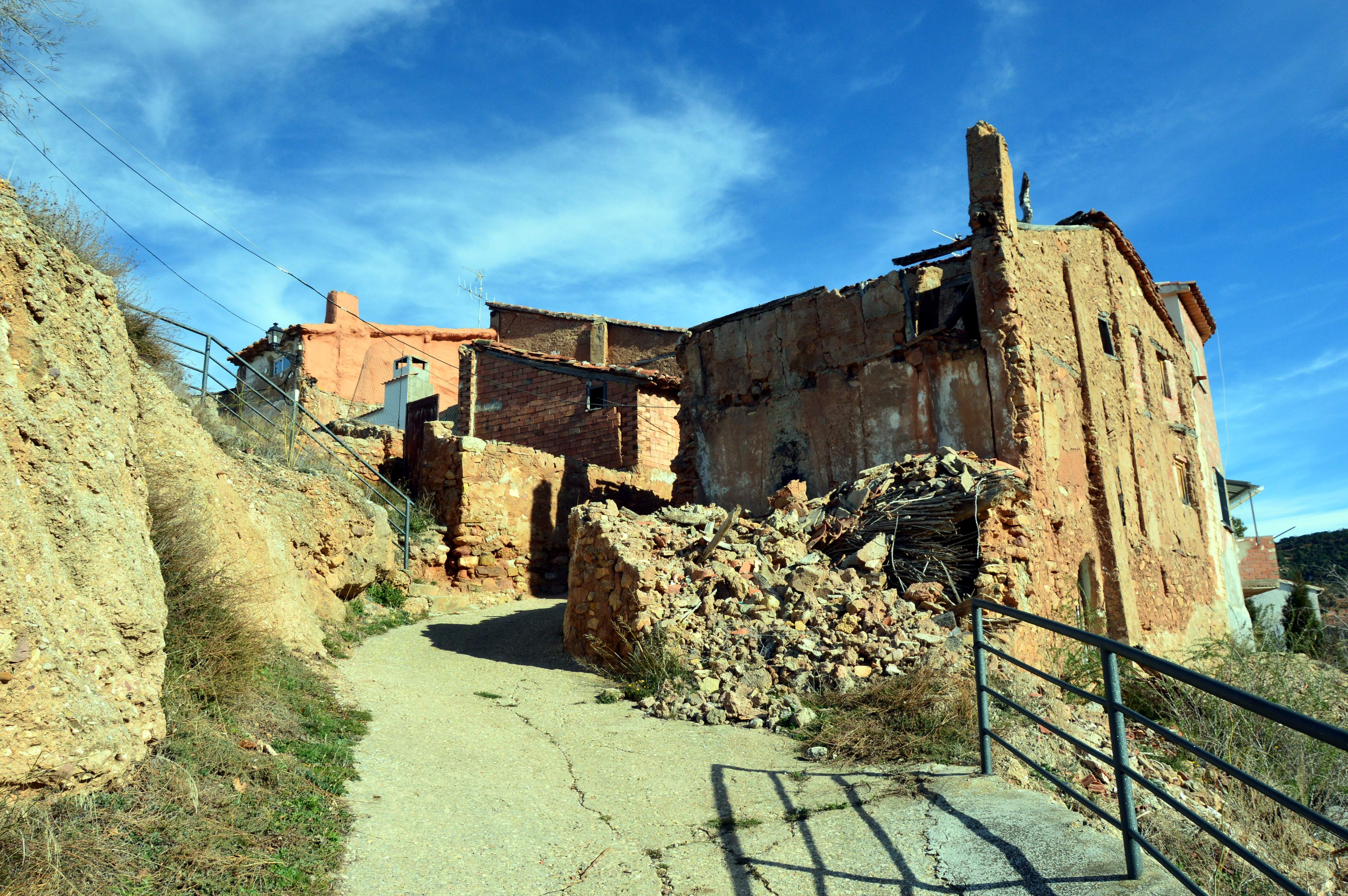
Paisaje urbano de Cuesta del Rato (Castielfabib, Valencia), detalle del antiguo acceso a la aldea (vernaculares), 2018.
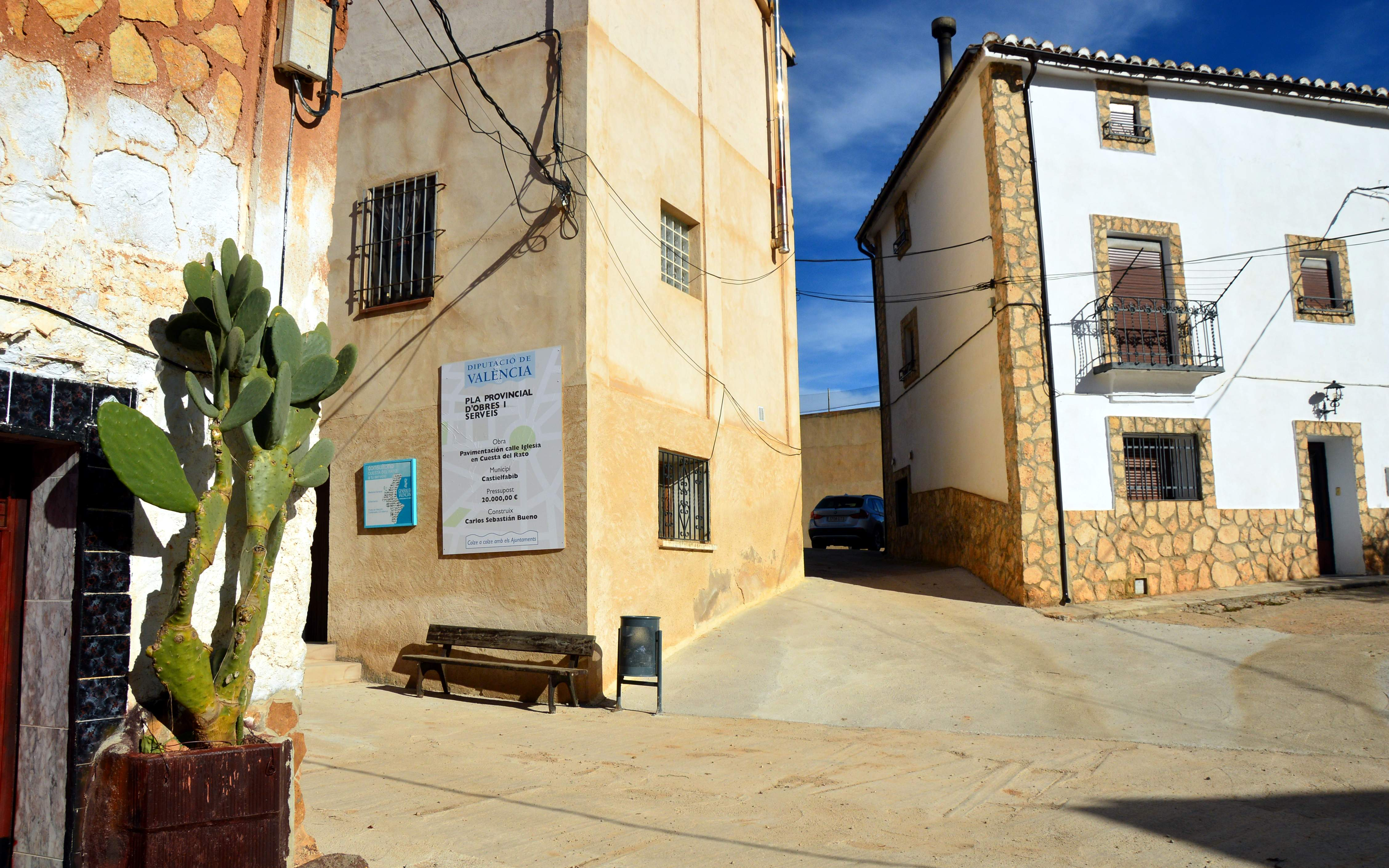
Paisaje urbano de Cuesta del Rato (Castielfabib, Valencia), detalle de construcciones tradicionales (vernaculares) rehabilitadas, 2018.
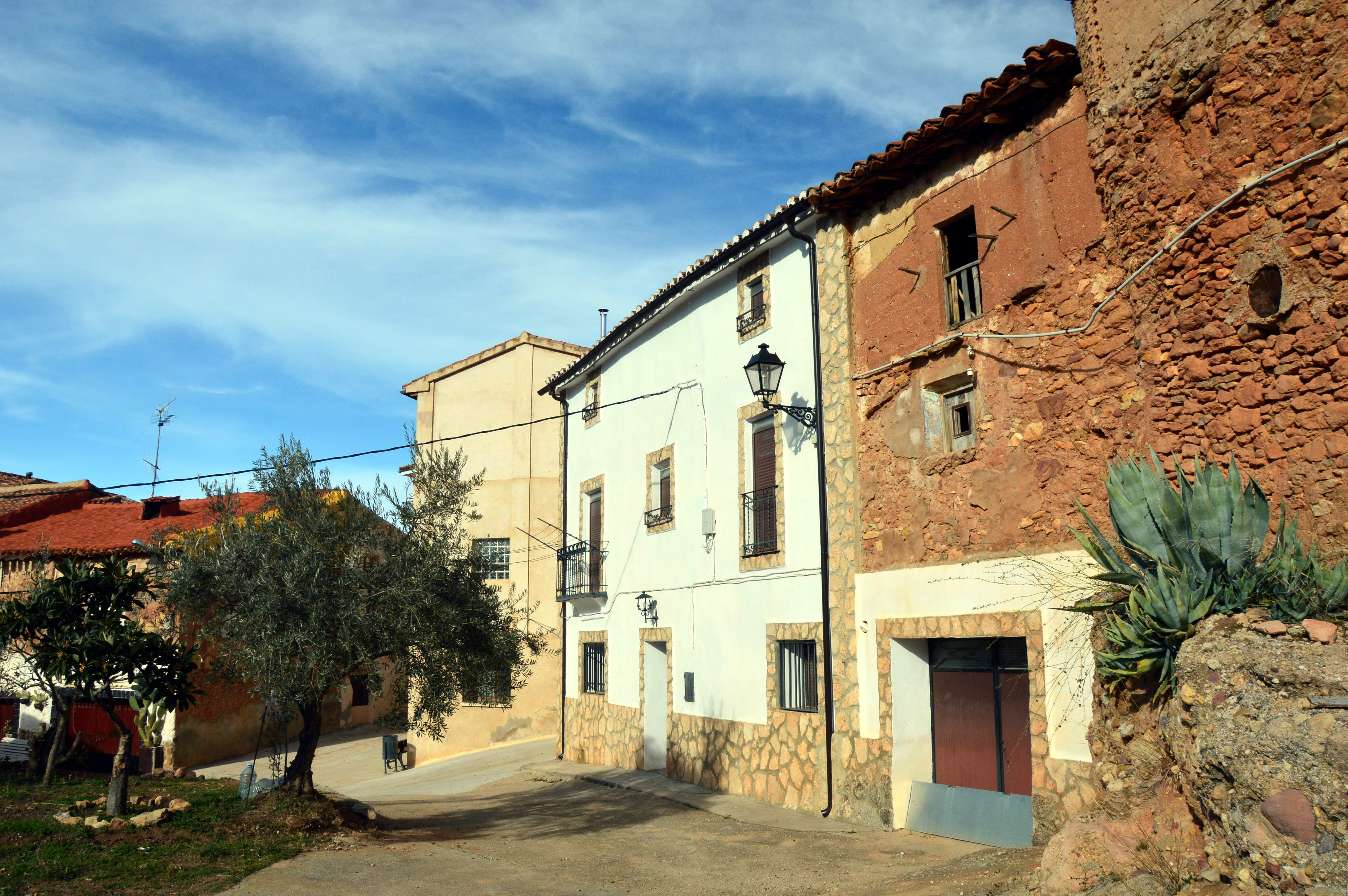
Paisaje urbano de Cuesta del Rato (Castielfabib, Valencia), detalle de construcciones tradicionales (vernaculares), 2018.
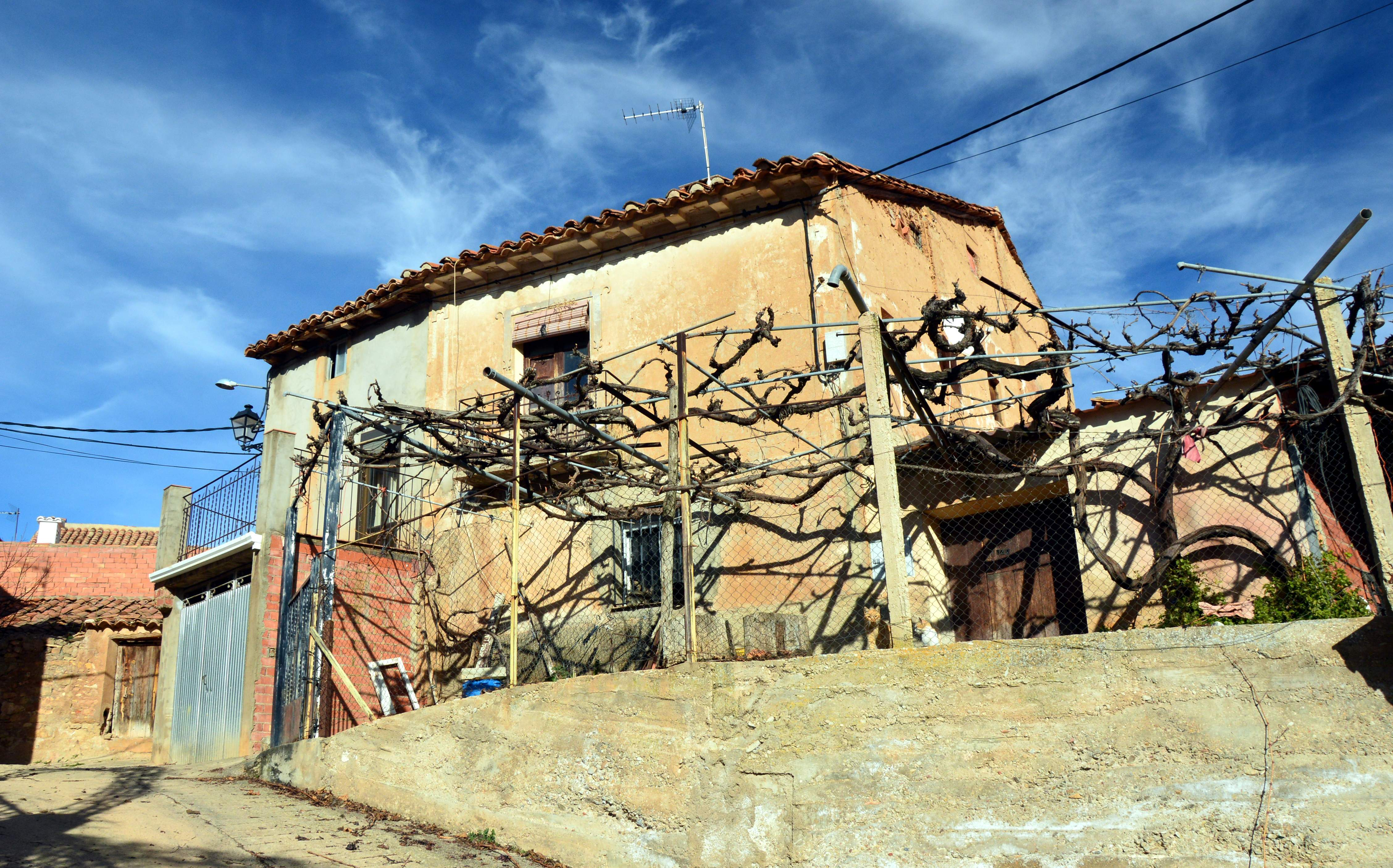
Paisaje urbano de Cuesta del Rato (Castielfabib, Valencia), detalle de construcciones tradicionales (vernaculares), 2018.